# Paraná Clube
Paraná Clube este un club de fotbal din Curitiba, Paraná, Brazilia. 

## Palmares
- Campionatul Braziliei Série B: 2

1992, 2000 (1)
- Campeonato Paranaense: 7

1991, 1993, 1994, 1995, 1996, 1997, 2006
Locul 2 (4): 1999, 2001, 2002, 2007
- Campeonato Paranaense Second Level: 1

2012
- Copa Sul: 0

Finalistă (1): 1999

## Antrenori
| - Sebastião Lazaroni (1989) - Rubens Minelli (1990) - Otacílio Gonçalves (1991–92) - Levir Culpi (1993) - Rubens Minelli (1994–97) - Vanderlei Luxemburgo (1995) - Otacílio Gonçalves (1995–96) - Antônio Lopes (1996) - Cláudio Duarte (1997–98) - Otacílio Gonçalves (1998–99) - Geninho (2000) - Otacílio Gonçalves (2002–03) | - Cuca (2003) - Gilson Kleina (2004), (2006), (2007) - Paulo Campos (2004–05) - Lori Sandri (2005), (2007) - Caio Júnior (2006) - Pintado (2007) - Sérgio Soares (2009) - Marcelo Oliveira (2010) - Ricardo Pinto (2011) - Ricardinho (2012), (2014) - Toninho Cecílio (2012–13) - Dado Cavalcanti (2013), (2014) - Nedo Xavier (2015) |